# Łaziska (gmina)
Łaziska (do 1954 gmina Kamień) – gmina wiejska w województwie lubelskim, w powiecie opolskim, z siedzibą w Łaziskach. W latach 1975–1998 gmina położona była w województwie lubelskim.
Według danych z 27 listopada 2008 gminę Łaziska zamieszkiwało 5498 osób.

## Struktura powierzchni
Według danych z roku 2008 gmina Łaziska ma obszar 109,32 km², w tym:
- użytki rolne: 68,12%
- użytki leśne: 25,65%

Gmina stanowi 13,59% powierzchni powiatu.

## Demografia
Dane z 27 listopada 2008
| Opis                              | Ogółem | Ogółem | Kobiety | Kobiety | Mężczyźni | Mężczyźni |
| --------------------------------- | ------ | ------ | ------- | ------- | --------- | --------- |
| jednostka                         | osób   | %      | osób    | %       | osób      | %         |
| populacja                         | 4866   | 100    | 2487    | 51,1    | 2379      | 48,9      |
| gęstość zaludnienia (mieszk./km²) | 47,8   | 47,8   | 24,3    | 24,3    | 23,5      | 23,5      |

Według danych GUS dla roku 2010, średni dochód samorządu gminy na 1 mieszkańca wynosił 3904,08 zł.

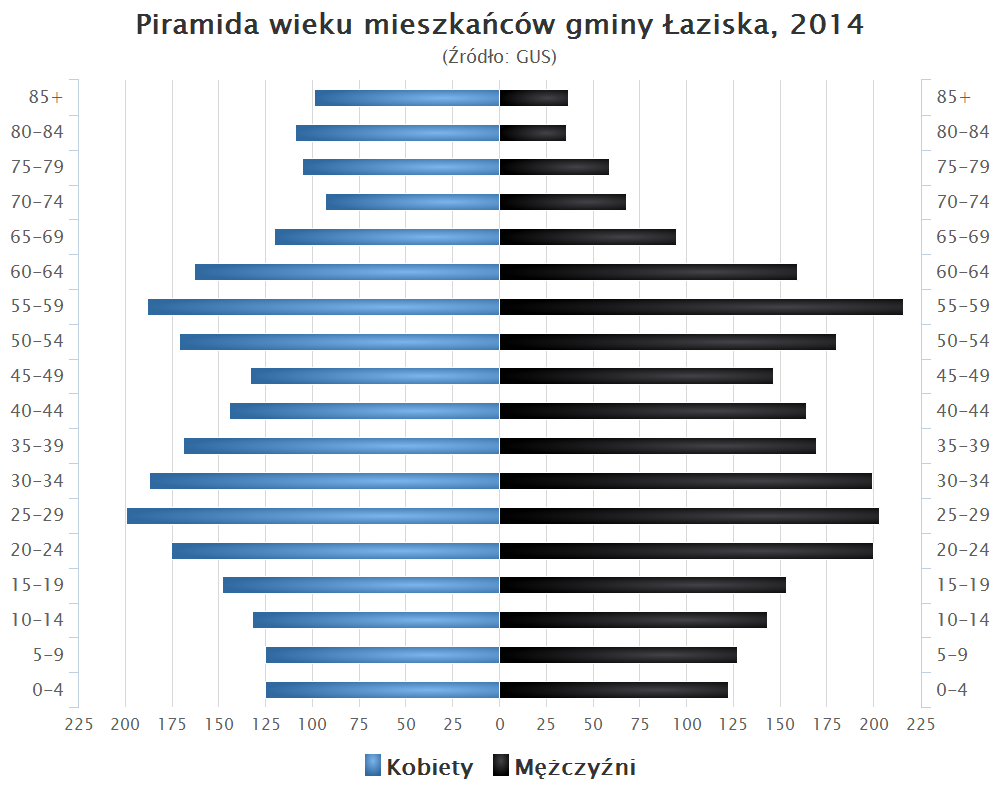
Piramida wieku mieszkańców gminy Łaziska w 2014 roku

## Sołectwa
Braciejowice, Głodno, Grabowiec, Janiszów, Kamień, Kępa Gostecka, Kępa Piotrawińska, Kępa Solecka, Kolonia Łaziska, Koło, Kopanina Kaliszańska, Kopanina Kamieńska, Kosiorów, Las Dębowy, Łaziska, Nieciecz, Niedźwiada Duża, Niedźwiada Mała, Piotrawin, Trzciniec, Wojciechów, Wrzelów, Zakrzów, Zgoda
Miejscowości podstawowe bez statusu sołectwa to Piotrawin-Kolonia i Kamień-Kolonia

## Sąsiednie gminy
Chotcza, Józefów nad Wisłą, Karczmiska, Opole Lubelskie, Solec nad Wisłą, Wilków.